# Link!!
Link!!（リンク!!）は、CBCラジオでプロ野球ナイターオフ期の毎週火曜日から金曜日に放送されていた音楽番組。オークローンマーケティング提供（2nd Season時にメインスポンサーとして付いていた）。次番組は『サウンド・アスリート』。

## 概要
- 1980年代、90年代の音楽や話題を紹介。
- 「アイドルの華やかな時代」「ニューミュージックの黄金時代」にスポットを当て、当時のニュースを交えて振り返る。
- テーマごとに年代およびあ行 - わ行の曲を紹介。
- 曜日ごとの特集では、懐かしの曲を送る。
- 「Link!!イントロクイズ」を日替わりで出題。

## 放送期間、放送時間
- 「1st Season」 2007年10月2日 - 2008年3月27日（19:00 - 20:00）
- 「2nd Season」 2008年9月30日 - 2009年4月2日（18:50 - 20:00）

## パーソナリティ
- 渡辺美香（CBCアナウンサー） - 火曜日
- 南部志穂（CBCアナウンサー） - 水・金曜日
- 丸山蘭那（当時CBCアナウンサー）  - 木曜日
  - 丸山が休みの時は南部がピンチヒッターを務めた。

| CBCラジオ CBCラジオプロ野球シーズンオフ期の夕方のワイド番組 | CBCラジオ CBCラジオプロ野球シーズンオフ期の夕方のワイド番組 | CBCラジオ CBCラジオプロ野球シーズンオフ期の夕方のワイド番組 |
| 前番組                                                      | 番組名                                                      | 次番組                                                      |
| ----------------------------------------------------------- | ----------------------------------------------------------- | ----------------------------------------------------------- |
| -                                                           | 2007年度・2008年度 Link!!                                   | 2009年度 サウンド・アスリート                               |